# Pizza Del Arte

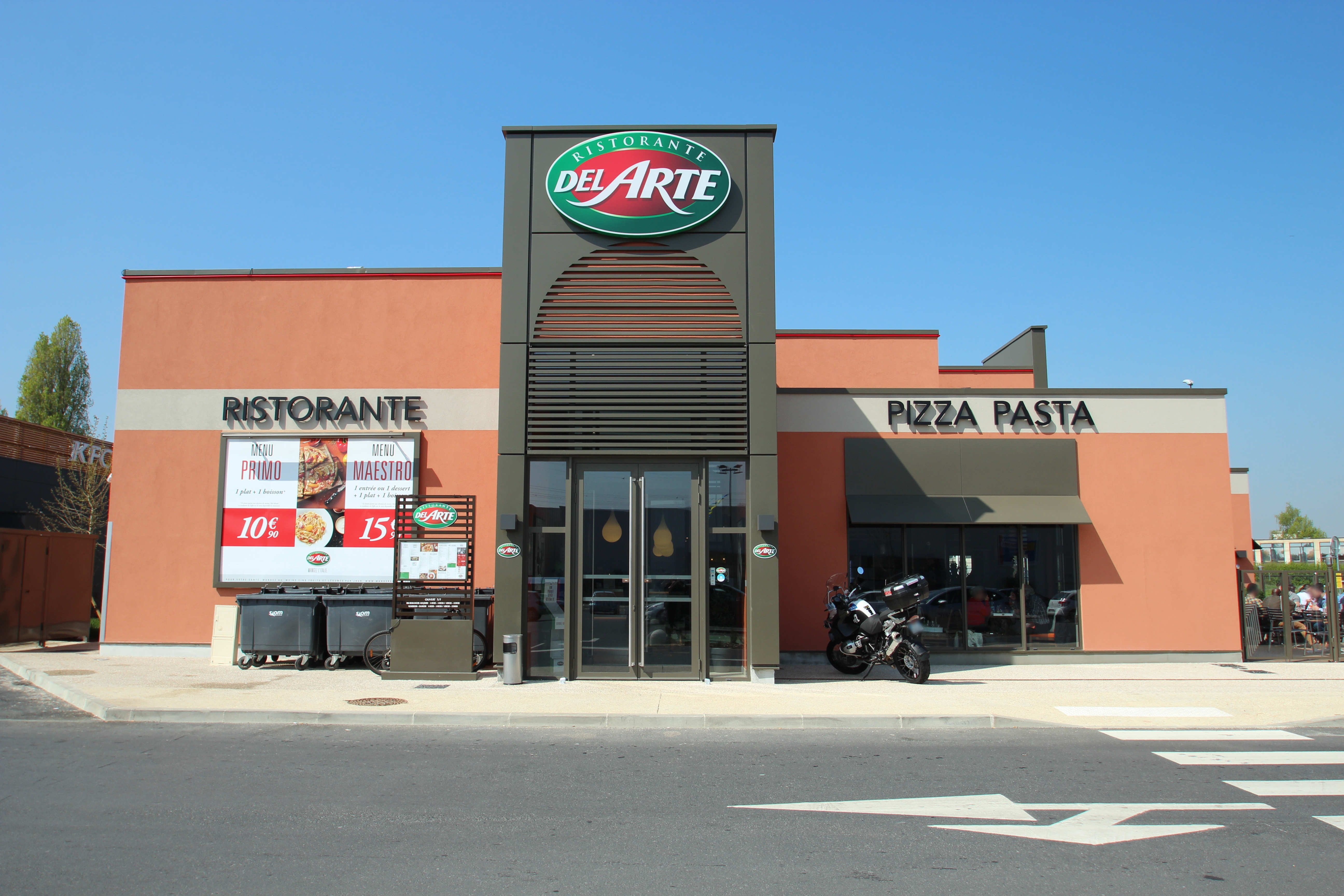
Pizza Del Arte aux Ulis.

Del Arte est une chaîne française spécialisée dans la restauration à table du Groupe Le Duff. Créée en 1984 par le groupe Accor, elle vend des pizzas, pâtes, salades, et autres spécialités italiennes.
Son siège social est basé à Rennes en Bretagne.

## Historique
- 1995 : rachat par le groupe Le Duff de Pizza Del Arte au groupe Accor[4].

Del Arte a ouvert une quinzaine de restaurants par an depuis 2006 et compte, fin 2020, deux cent quatre restaurants, dont 90 % sont détenus par cent franchisés[source insuffisante]. Les établissements Del Arte se situent principalement en périphérie de ville, au sein de zones d’activités et de loisirs[source insuffisante].
En 2022, dans un contexte économique tendu, la chaîne propose un système d'abonnement, testé dans un premier temps dans treize restaurants.